# بدگکر
بدگکر (به مجاری:  Bedegkér) یک منطقهٔ مسکونی در مجارستان است که در ناحیه تاب واقع شده‌است. بدگکر ۲۶٫۰۱ کیلومتر مربع مساحت و ۵۱۸ نفر جمعیت دارد.